# EP Daily
EP Daily (precedentemente conosciuto come The Electric Playground) è un telegiornale dedicato al mondo dei videogiochi, del cinema, degli show televisivi, dei fumetti e del merchandising. Creato dal presentatore Victor Lucas (che fu anche il produttore esecutivo) e dalla sua compagnia di Vancouver EP Media Ltd (ex-Greedy Productions Ltd), il programma riscosse un immediato successo sin dal suo debutto nel settembre 1997. Lo spettacolo continua a produrre e pubblicare contenuti sul canale YouTube dell'Electric Playground Network.

## Sinossi
Lo show presentava anteprime dei videogiochi in arrivo, notizie e interviste con giocatori famosi e personalità del settore; così come segmenti che esaminano gli ultimi giocattoli, giochi, fumetti e gadget. I conduttori viaggiano per il mondo portando gli spettatori dietro le quinte del business globale dei giochi, incontrando gli autori più rispettati del pianeta. Lo spettacolo prevedeva una copertura quotidiana da Vancouver, Toronto, San Francisco e Los Angeles.